# Chaetosomatidae
A Chaetosomatidae a rovarok (Insecta) osztályában a bogarak (Coleoptera) rendjébe, azon belül a mindenevő bogarak (Polyphaga) alrendjébe tartozó család. 3 nembe sorolt 9 recens fajuk a déli féltekén, Madagaszkáron és Új-Zélandon fordul elő.

## Rendszertani felosztásuk
Chaetosoma (Westwood, 1851) - Új-Zéland
Chaetosoma colossa (Opitz, 2010)
Chaetosoma scaritides (Westwood, 1851)
Chaetosomodes (Broun, 1921) - Új-Zéland
Chaetosomodes halli (Broun, 1921)
Malgassochaetus (Ekis & Menier, 1980) - Madagaszkár
Malgassochaetus cordicollis (Menier & Ekis, 1982)
Malgassochaetus crowsoni (Ekis & Menier, 1980)
Malgassochaetus descarpentriesi (Ekis & Menier, 1980)
Malgassochaetus pauliani (Ekis & Menier, 1980)
Malgassochaetus penicillatus (Menier & Ekis, 1982)
Malgassochaetus quadraticollis (Menier & Ekis, 1982)
Malgassochaetus sogai (Menier, 1991)
Malgassochaetus viettei (Menier & Ekis, 1982)

## Fordítás
- Ez a szócikk részben vagy egészben  a   Chaetosomatidae című norvég Wikipédia-szócikk fordításán alapul.  Az eredeti cikk szerkesztőit annak laptörténete sorolja fel. Ez a jelzés csupán a megfogalmazás eredetét és a szerzői jogokat jelzi, nem szolgál a cikkben szereplő információk forrásmegjelöléseként.